# Закон Іцилія
Закон Іцилія (лат. Lex Icilia de Aventino publicando) — давньоримський закон доби Республіки, прийнятий у 456 році до н.е. консулами Спурієм Вергінієм Трікостом Целіомонтаном та Марком Валерієм Максимом Лактукою, за пропозицією народного трибуна Луція Іцилія. В законі йдеться про передачу державних земель Авентинського пагорбу у приватну власність плебеям, щоб вони могли використовувати її у своїх цілях.

## Передумови та причини
Після створення Римської республіки, яке датується 509 роком до н.е.(вигнанням етруського царя Луція Тарквінія Гордого),  характеризувалася сильним класовим характером патриціату. Консули, сенатори та священники могли обиратись лише патриціанських родів, і лише патриції фактично мали право на володіння землею.
Концентрація влади в руках патриціату призвела до зростання невдоволення серед решти людей, позбавлених державних функцій і власності на землю. Плебеї, обтяжені боргами, зрештою відокремилися та відступили до Священної гори в 494 році до н.е., висунувши три основні претензії: землю у приватну власність, доступ до установ державного управління і списання боргів, до скасування гарантії Nexum. Цей повстанський рух завершується створенням перших плебейських установ, захищеними lex Sacrata.
Таким чином, отримавши перші знаряддя класової боротьби, вожді плебсу почали висувати свої претензії. У 471 р. до н. е. lex Publilia за яким вибори народного трибуна передавались до трибунатних коміцій, через що почалася боротьба за зрівняння плебейських зборів з патриціанськими. Що стосується розподілу землі, перша пропозиція у розв'язанні цього питання була зроблена в 486 р. до н. е. консулом Спурієм Кассієм Вісцеліном та відхилена Сенатом. І тільки в 456 році до н.е. за підтримки народного трибуна Луція іцилія схожий на lex agraria, якого дуже боялися сенатори та патриціат, але обмежувався передачею у приватну власність земельних ділянок на Авентинському пагорбі.

## Зміст Lex Icilia
Грецький історик Діонісій Галікарнаський зазначає, що текст закону було вигравіювано на бронзових таблицях та виставлено у храмі Діани на Авентині. 
Змістом цього закону було розділення земель на три групи, і як пише Діонісій Галікарнаський: "все, що мали приватні особи, придбавши законним чином, нехай залишається у їхньому володінні, а все те, що збудували, захопивши місце силою чи шахрайством, нехай передадуть народу, отримавши назад витрачені на будівництво гроші в тому розмірі, який визначать посередники. Інші угіддя, які були громадськими, нехай плебс, здобувши у власність без жодного викупу, розділить між собою."

## Сучасний аналіз та сприйняття
Сьогодні виглядає дивним те, що плебеям вдалося успішно захистити такий проєкт лише за кілька років до встановлення децемвірату, тоді коли напруга, викликана lex Terentilia, була ще дуже сильною. Крім того, lex Icilia насправді є плебісцитом, тобто резолюцією плебсу, запропонованою трибунами та ухваленою на основі рішення Concilium Plebis, який тут стосується всього народу, на відміну від прийняття Lex Publilia 471 році до н.е., яке стосувалось лише плебейських установ. Проте дійсність таких плебісцитів, що стосуються всього римського народу, розглядається лише пізніше, в 449 році до н.е. , через leges Valeriae Horatiae.